# Leyrat
Leyrat település Franciaországban, Creuse megyében. Lakosainak száma 143 fő (2022. január 1.). Leyrat Saint-Sauvier, Treignat, Boussac-Bourg, Lavaufranche, Soumans, Saint-Pierre-le-Bost és Saint-Silvain-Bas-le-Roc községekkel határos.

## Népesség
A település népességének változása:
| Lakosok száma | 304  | 215  | 193  | 161  | 157  | 153  | 146  | 142  | 143  | 143  |
|               | 1968 | 1982 | 1990 | 2006 | 2013 | 2015 | 2017 | 2019 | 2020 | 2022 |